# Yssandon
Pour les articles homonymes, voir Yssandon (homonymie).
Yssandon est une commune française située dans le département de la Corrèze, en région Nouvelle-Aquitaine.

## Géographie

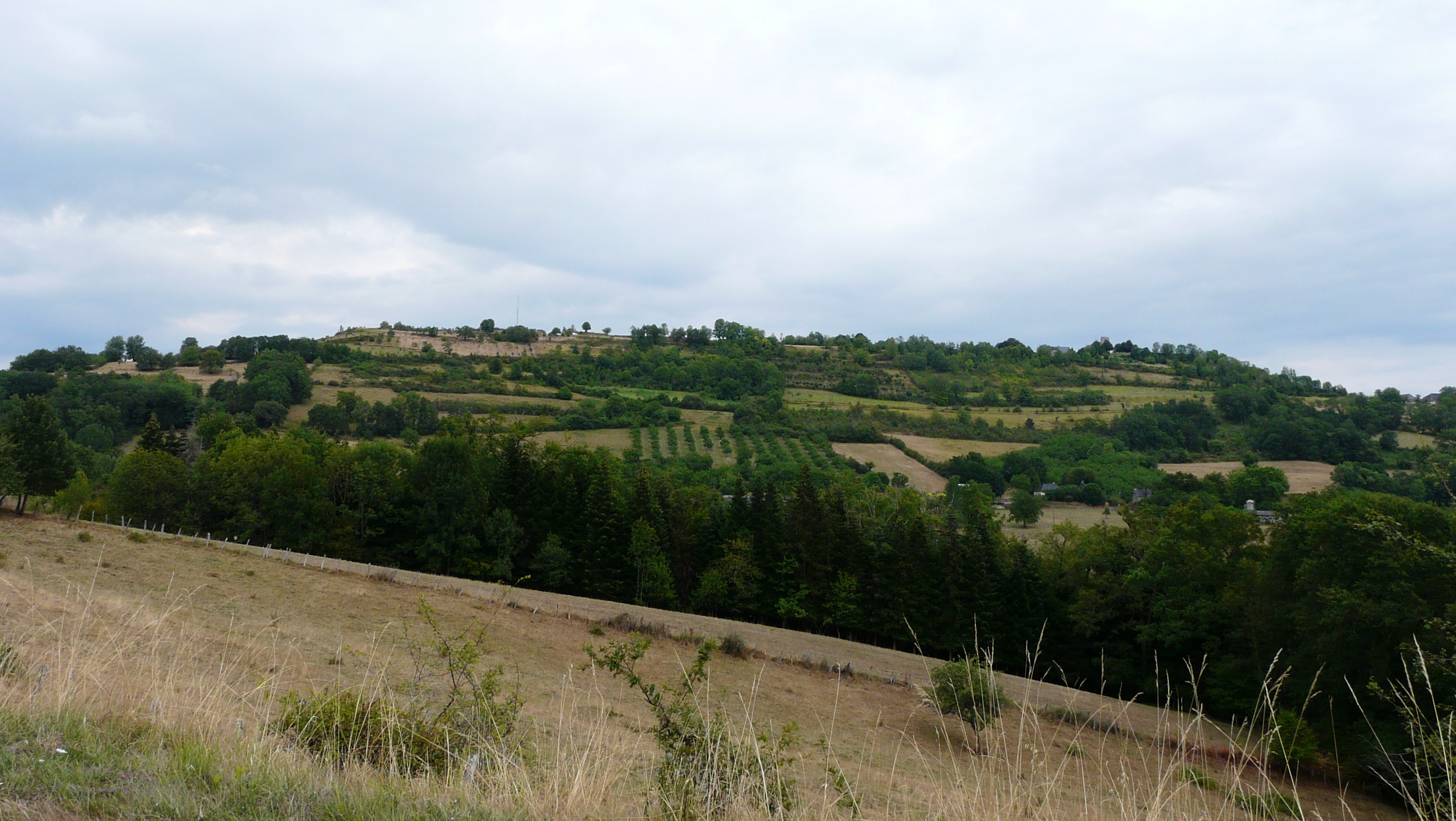
Le puy d'Yssandon vu depuis l'est.

Dans la partie ouest du département de la Corrèze, dans l'Yssandonnais, la commune d'Yssandon est arrosée par deux sous-affluents de la Vézère, au nord la Manou, affluent de la Loyre, et au sud la Borderie, principal affluent de la Logne.
Au centre d'une région vallonnée où de riches cultures – maïs, tabac, arbres fruitiers, champs plantés de noyers – alternent avec les prairies coupées de haies vives et de rideaux de peupliers, la région offre un vaste panorama.
L'altitude minimale, 109 mètres, se trouve à l'extrême sud, là où la Borderie quitte la commune et entre sur celle de Mansac. L'altitude maximale, entre 353 et 356 mètres selon les sources, est localisée au puy d'Yssandon, dans le quart nord-ouest de la commune.
À l'intersection des routes départementales (RD) 147 et 151, le bourg d'Yssandon se situe, en distances orthodromiques, à onze kilomètres au nord-est du centre-ville de Terrasson et quatorze kilomètres à l'ouest - nord-ouest de Brive-la-Gaillarde.
Le territoire communal est également desservi par les RD 5 et 151E1.

### Communes limitrophes
Yssandon est limitrophe de six autres communes.
|                   | Saint-Aulaire | Allassac |
| Perpezac-le-Blanc | Yssandon      | Varetz   |
| Brignac-la-Plaine | Mansac        |          |

### Climat
Pour des articles plus généraux, voir Climat de la Nouvelle-Aquitaine et Climat de la Corrèze.
Historiquement, la commune est exposée à un climat océanique aquitain.  
En 2020, Météo-France publie une typologie des climats de la France métropolitaine dans laquelle la commune est exposée à un climat océanique altéré et est dans la région climatique  Ouest et nord-ouest du Massif Central, caractérisée par une pluviométrie annuelle de 900 à 1 500 mm, maximale en automne et en hiver.
Pour la période 1971-2000, la température annuelle moyenne est de 12,3 °C, avec  une amplitude thermique annuelle de 15,2 °C. Le cumul annuel moyen de précipitations est de 1 020 mm, avec 12,7 jours de précipitations en janvier et 7,3 jours en juillet. Pour la période 1991-2020, la température moyenne annuelle observée sur la station météorologique la plus proche, située sur la commune de Voutezac à 10 km à vol d'oiseau, est de 12,2 °C et le cumul annuel moyen de précipitations est de 1 014,2 mm,. Pour l'avenir, les paramètres climatiques de la commune estimés pour 2050 selon différents scénarios d’émission de gaz à effet de serre sont consultables sur un site dédié publié par Météo-France en novembre 2022.

## Urbanisme

### Typologie
Au 1er janvier 2024, Yssandon est catégorisée commune rurale à habitat dispersé, selon la nouvelle grille communale de densité à 7 niveaux définie par l'Insee en 2022.
Elle est située hors unité urbaine. Par ailleurs la commune fait partie de l'aire d'attraction de Brive-la-Gaillarde, dont elle est une commune de la couronne,. Cette aire, qui regroupe 80 communes, est catégorisée dans les aires de 50 000 à moins de 200 000 habitants,.

### Occupation des sols
L'occupation des sols de la commune, telle qu'elle ressort de la base de données européenne d’occupation biophysique des sols Corine Land Cover (CLC), est marquée par l'importance des territoires agricoles (78,8 % en 2018), en diminution par rapport à 1990 (80,2 %). La répartition détaillée en 2018 est la suivante : 
prairies (47,9 %), zones agricoles hétérogènes (30,9 %), forêts (20,8 %), zones urbanisées (0,4 %).
L'évolution de l’occupation des sols de la commune et de ses infrastructures peut être observée sur les différentes représentations cartographiques du territoire : la carte de Cassini (XVIIIe siècle), la carte d'état-major (1820-1866) et les cartes ou photos aériennes de l'IGN pour la période actuelle (1950 à aujourd'hui).

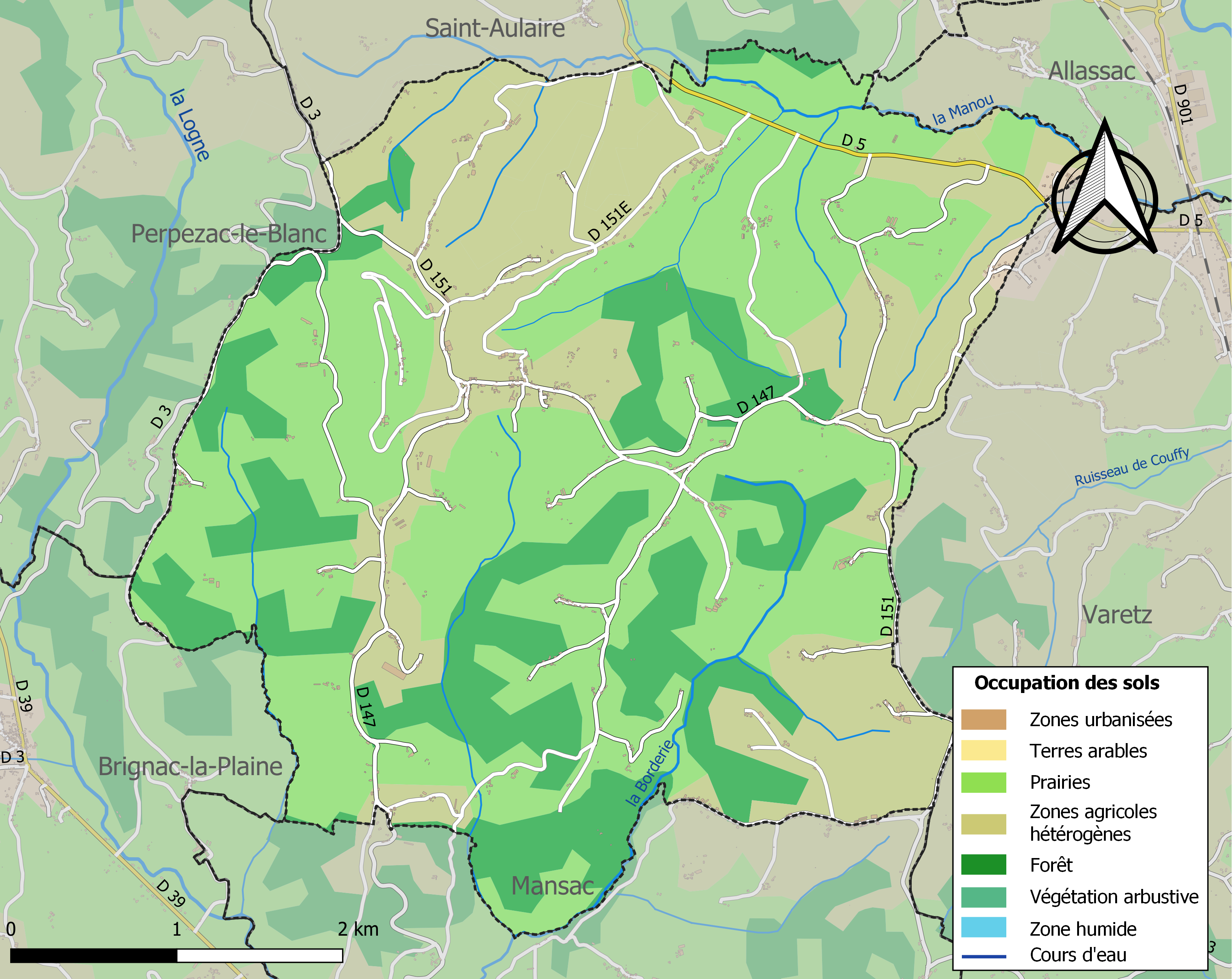
Carte des infrastructures et de l'occupation des sols de la commune en 2018 (CLC).

### Risques majeurs
Le territoire de la commune d'Yssandon est vulnérable à différents aléas naturels : météorologiques (tempête, orage, neige, grand froid, canicule ou sécheresse), feux de forêts, mouvements de terrains et séisme (sismicité très faible). Il est également exposé à un risque particulier : le risque de radon. Un site publié par le BRGM permet d'évaluer simplement et rapidement les risques d'un bien localisé soit par son adresse soit par le numéro de sa parcelle.

#### Risques naturels

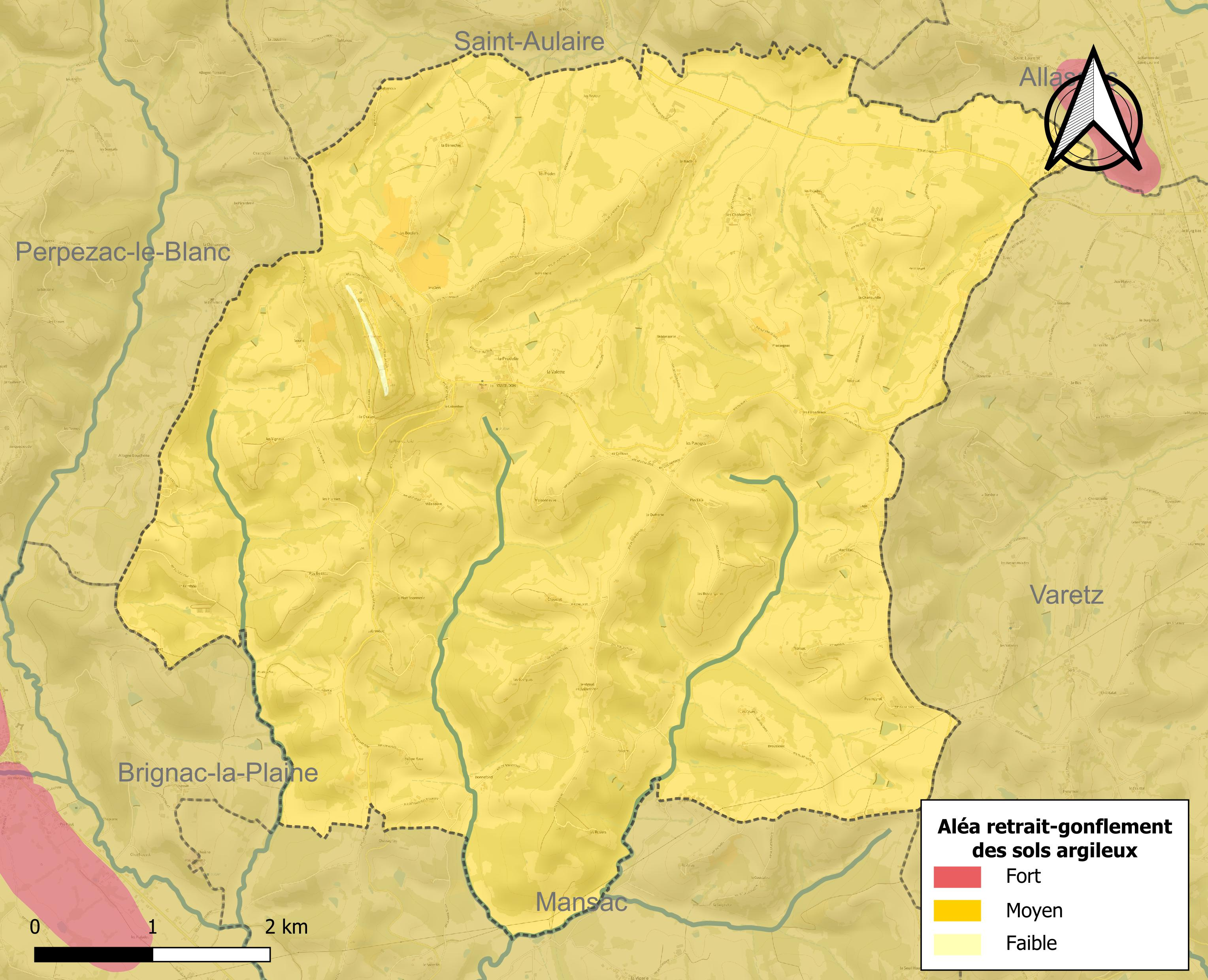
Carte des zones d'aléa retrait-gonflement des sols argileux d'Yssandon.

La commune est vulnérable au risque de mouvements de terrains constitué principalement du retrait-gonflement des sols argileux. Cet aléa est susceptible d'engendrer des dommages importants aux bâtiments en cas d’alternance de périodes de sécheresse et de pluie. 99,9 % de la superficie communale est en aléa moyen ou fort (26,8 % au niveau départemental et 48,5 % au niveau national). Sur les 358 bâtiments dénombrés sur la commune en 2019,  356 sont en aléa moyen ou fort, soit 99 %, à comparer aux 36 % au niveau départemental et 54 % au niveau national. Une cartographie de l'exposition du territoire national au retrait gonflement des sols argileux est disponible sur le site du BRGM,.
Concernant les feux de forêt, aucun plan de prévention des risques incendie de forêt (PPRIF) n’a été établi en Corrèze, néanmoins le code de l’urbanisme impose la prise en compte des risques dans les documents d’urbanisme. Le périmètre des servitudes d'utilité publique et des zones d'obligation légale de débroussaillement pour les particuliers est quant à lui défini pour la commune dans une carte dédiée. 

#### Risque particulier
Dans plusieurs parties du territoire national, le radon, accumulé dans certains logements ou autres locaux, peut constituer une source significative d’exposition de la population aux rayonnements ionisants. Certaines communes du département sont concernées par le risque radon à un niveau plus ou moins élevé. Selon la classification de 2018, la commune d'Yssandon est classée en zone 3, à savoir zone à potentiel radon significatif. 

## Toponymie
La terminaison don, dunum = donum indique l'origine celtique du nom. Cette localité est attestée sous les formes Isandone fi (sur une monnaie mérovovingienne) et in Issandone castro en 572. Selon le linguiste Jacques Lacroix, elle est issue d'une formation gauloise *Īssantodūnon, ayant servi à désigner une « Forteresse de la Basse Limite ». On se trouvait jadis à l'extrémité sud-ouest du territoire des Lémoviques, près de la limite est des Pétrocores et non loin de l'extrémité nord des Cadurques. 
La commune se nomme Eissandon en occitan.

## Histoire
Comme dans toute la région brivoise, les hommes préhistoriques ont vécu à Yssandon. Lors de diverses fouilles, des haches polies ont été trouvées dans une petite grotte naturelle au Chalard.
Les Gaulois et les Romains s'y sont établis. Des fibules, poteries et monnaies de cette époque y ont été découvertes. Au VIe siècle, l'enceinte mérovingienne comptait dans son castrum un atelier monétaire.
En 763, Pépin le Bref prend la forteresse défendue par Waïfre (ou Gaïfier), duc d'Aquitaine, dernier des princes mérovingiens. Le roman Les Lions d'Aquitaine de Michel Peyramaure en est inspiré. Selon la chronique, les troupes franques, victorieuses, arrachèrent les vignes et brûlèrent les habitations. Cette bataille marqua la décadence d'Yssandon.
Au Moyen Âge, les sires d'Yssandon, vassaux du comte de Limoges, bâtirent un château fort régnant sur cinquante feux et de pauvres gens Il était déjà ruiné au XVe siècle, ayant subi les saccages des Brabançons et des Anglais au cours de la guerre de Cent Ans.
Au XVIIIe siècle, le duc de Noailles se qualifiait encore de « seigneur d'Yssandon ».

## Politique et administration
| Période                                  | Période  | Identité           | Étiquette | Qualité              |
| ---------------------------------------- | -------- | ------------------ | --------- | -------------------- |
| Les données manquantes sont à compléter. |          |                    |           |                      |
|                                          |          |                    |           |                      |
| mars 2001 (réélu en mars 2014)           | 2020     | Raymond Peyramaure |           | Agriculteur retraité |
| 2020                                     | En cours | Christian Leymarie |           |                      |

## Démographie
L'évolution du nombre d'habitants est connue à travers les recensements de la population effectués dans la commune depuis 1793. Pour les communes de moins de 10 000 habitants, une enquête de recensement portant sur toute la population est réalisée tous les cinq ans, les populations de référence des années intermédiaires étant quant à elles estimées par interpolation ou extrapolation. Pour la commune, le premier recensement exhaustif entrant dans le cadre du nouveau dispositif a été réalisé en 2006.

En 2022, la commune comptait 696 habitants, en évolution de +1,75 % par rapport à 2016 (Corrèze : −0,59 %, France hors Mayotte : +2,11 %).
| 1793  | 1800  | 1806  | 1821  | 1831  | 1836  | 1841  | 1846  | 1851 |
| ----- | ----- | ----- | ----- | ----- | ----- | ----- | ----- | ---- |
| 1 068 | 1 002 | 1 038 | 1 149 | 1 254 | 1 067 | 1 088 | 1 093 | 995  |

| 1856  | 1861  | 1866  | 1872  | 1876  | 1881  | 1886  | 1891  | 1896  |
| ----- | ----- | ----- | ----- | ----- | ----- | ----- | ----- | ----- |
| 1 076 | 1 089 | 1 114 | 1 131 | 1 138 | 1 191 | 1 138 | 1 108 | 1 087 |

| 1901  | 1906  | 1911  | 1921 | 1926 | 1931 | 1936 | 1946 | 1954 |
| ----- | ----- | ----- | ---- | ---- | ---- | ---- | ---- | ---- |
| 1 052 | 1 042 | 1 027 | 833  | 815  | 784  | 806  | 719  | 674  |

| 1962 | 1968 | 1975 | 1982 | 1990 | 1999 | 2006 | 2011 | 2016 |
| ---- | ---- | ---- | ---- | ---- | ---- | ---- | ---- | ---- |
| 666  | 600  | 560  | 571  | 608  | 599  | 609  | 718  | 684  |

| 2021 | 2022 | - | - | - | - | - | - | - |
| ---- | ---- | - | - | - | - | - | - | - |
| 687  | 696  | - | - | - | - | - | - | - |

## Culture locale et patrimoine

### Lieux et monuments
- Les vestiges de la tour du puy d'Yssandon sont classés au titre des monuments historiques depuis 1963[25].
- L'église Saint-Hippolyte est également classée au titre des monuments historiques en 1963[26].
- À ses extrémités nord (à côté du pylône de télécommunications) et sud-est (extérieur de l'angle sud-est du cimetière), le puy d'Yssandon a été doté de deux tables d'orientation.

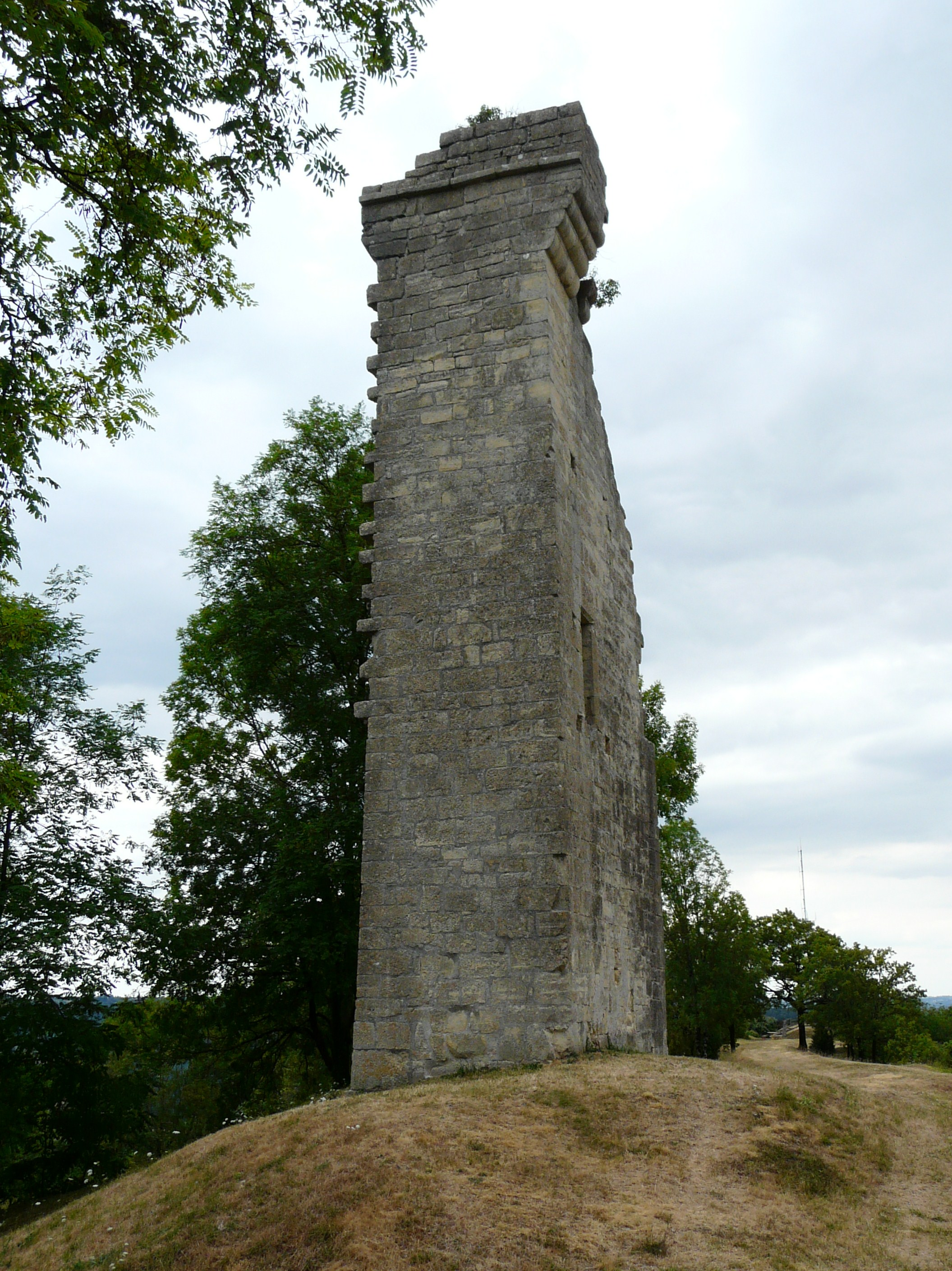
La tour du puy d'Yssandon.
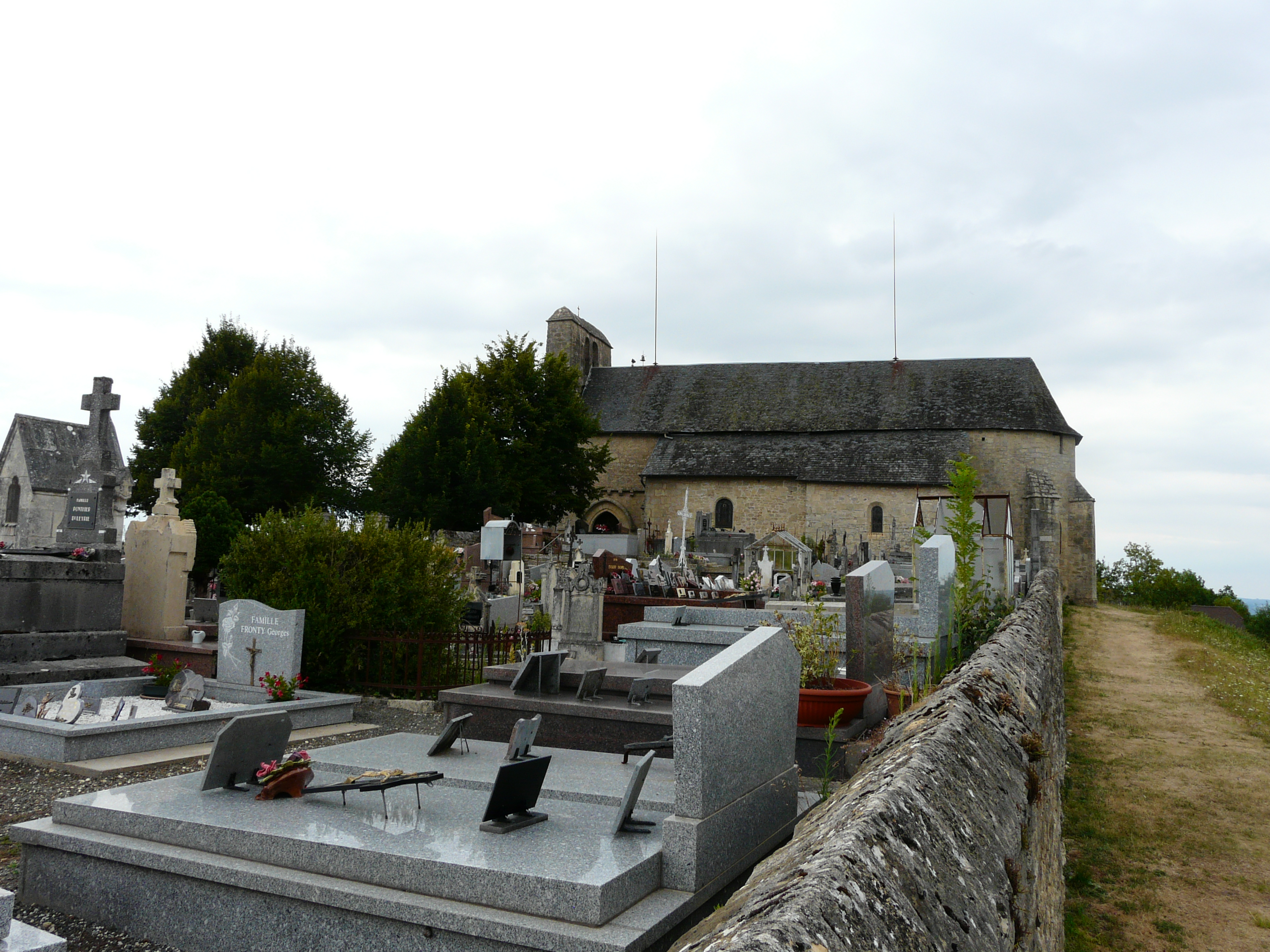
Le cimetière et l'église Saint-Hippolyte.
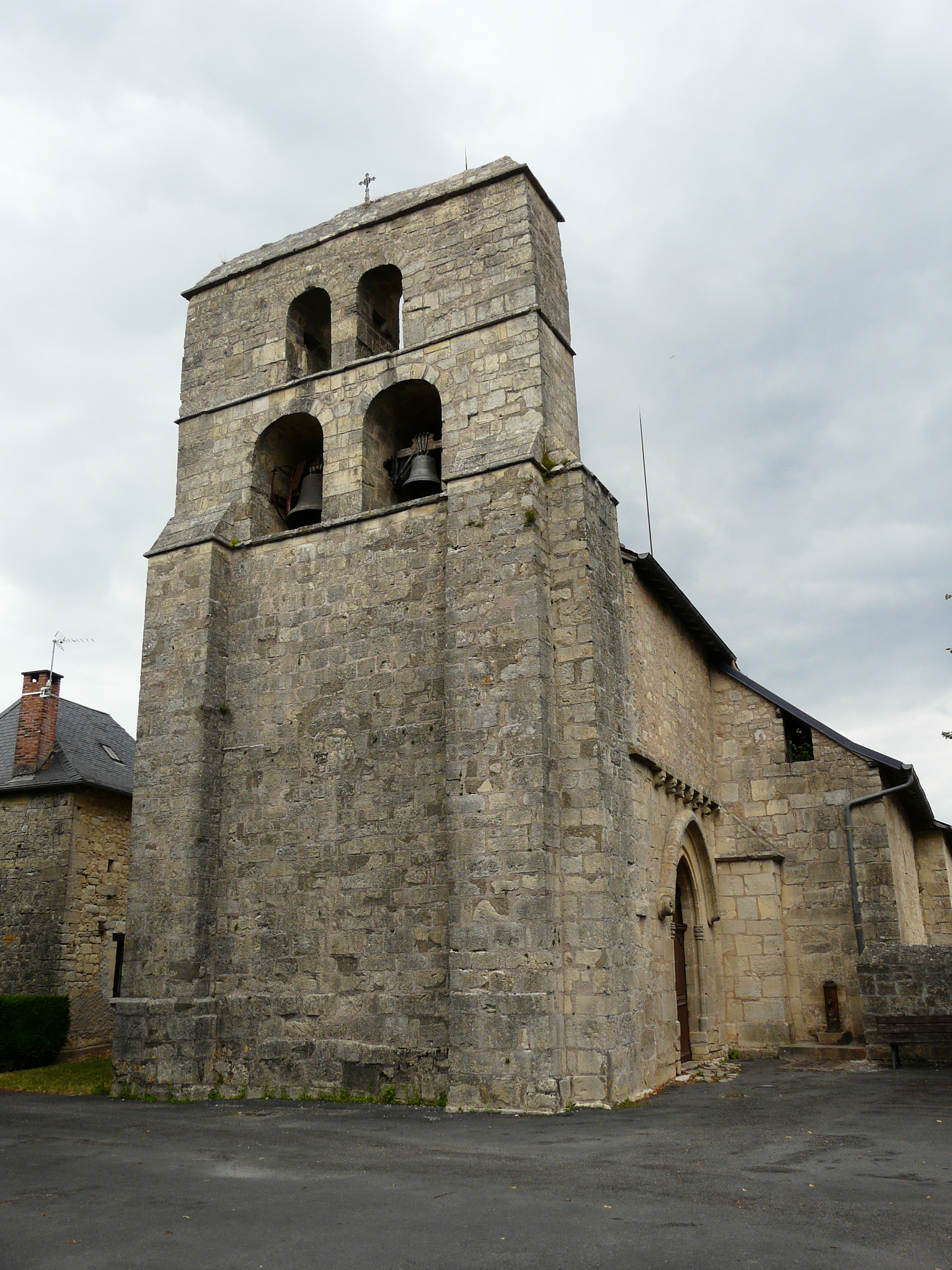
L'église Saint-Hippolyte.
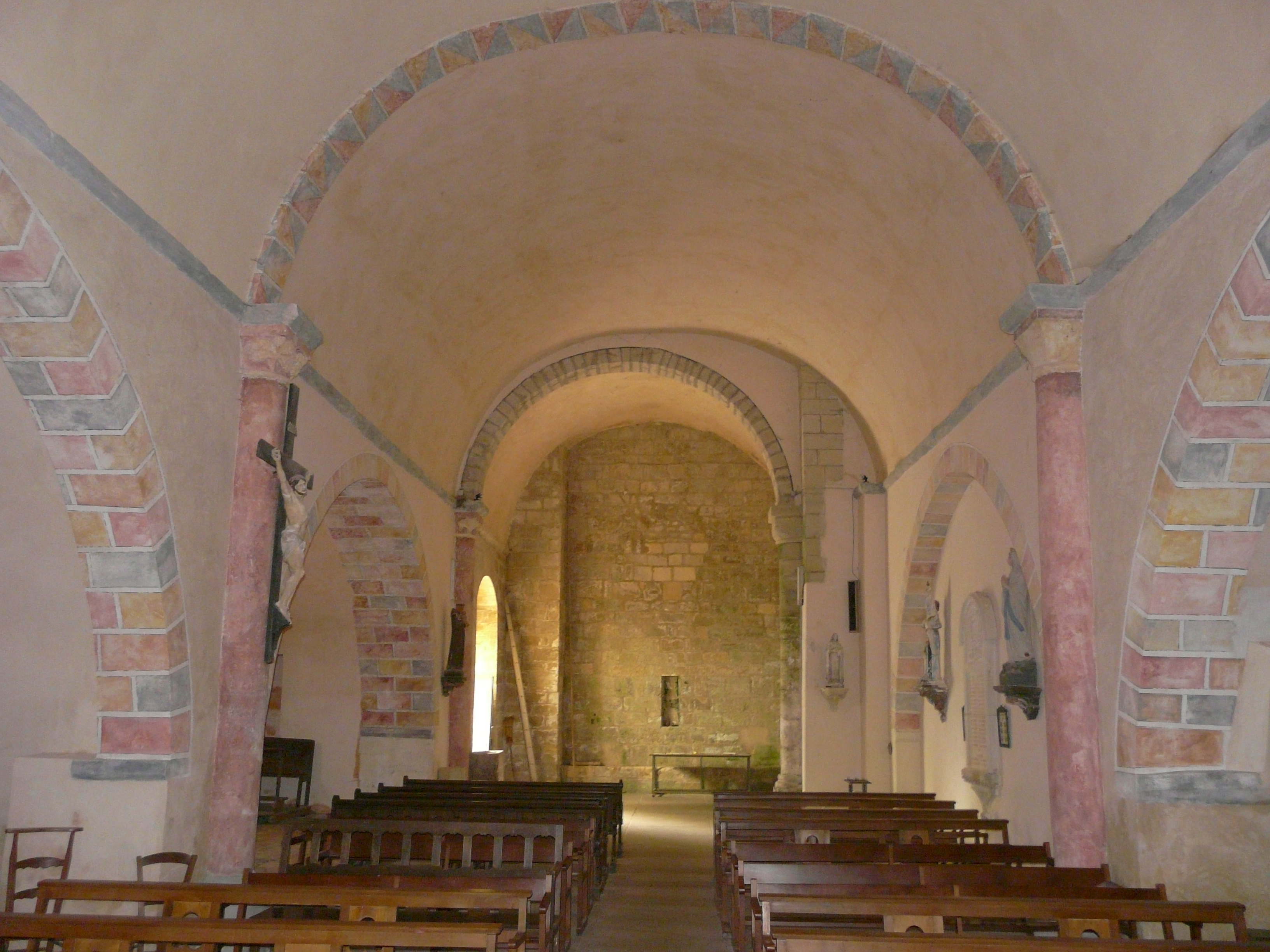
Sa nef.

### Personnalités liées à la commune
- Jean Baptiste Cabanis, né en 1723 à Yssandon et mort en 1786 à Brive, grand agronome, spécialiste de l'économie rurale, il a répandu l'usage de la pomme de terre. Il est le père de Pierre Jean Georges Cabanis.

### Héraldique
| Blason de Yssandon | Blason  | D'argent à la balance soutenue d'une verge entourée d'un serpent, le tout de sable, au franc-quartier d'azur à un miroir d'or, le manche entouré d'un serpent d'argent. |
| Blason de Yssandon | Détails | Le statut officiel du blason reste à déterminer. |